# Concessie Arnhem - Nijmegen 2013
De dienstregeling 2013 van de concessie Arnhem Nijmegen loopt van 9 december 2012 t/m 7 december 2013.
Het gebied van de concessie Arnhem - Nijmegen omvat de steden Arnhem en Nijmegen en de om deze steden geconcentreerde streeklijnen. Het gebied grenst onder meer aan Duitsland, de concessie Oost-Brabant, de concessie Noord- en Midden-Limburg, de concessie Achterhoek-Rivierenland, en de concessie Veluwe.
Op 9 december 2012 zal de nieuwe concessie ingaan voor een periode van tien jaar. Vervoerder Hermes neemt het busvervoer voor haar rekening onder de merknaam Breng. Daarmee zal Hermes na drie jaar afwezigheid weer terugkeren in de regio en zal Novio waarschijnlijk voorgoed verdwijnen. Hermes wordt nu verplicht de productnaam Breng en huisstijl te blijven hanteren. Ook moeten de nieuwe aardgasbussen in Nijmegen en de nieuwe trolleybussen uit Arnhem worden overgenomen en moet de exploitatie van het Arnhemse trolleynetwerk worden voortgezet.
Verder rijden ook enkele andere vervoerders uit andere concessies of Duitsland met lijnen in het gebied van de Stadsregio. Het gaat hier om Arriva, Veolia, Syntus, NIAG en Look Busreisen.

## Eisen aan concessie december 2013
Voor het busnet geldt dat het al bestaande lijnennet als uitgangspunt voor de nieuwe concessie geldt. Inschrijvers op de concessie werd gevraagd een voorstel te doen met betrekking tot de ontwikkeling van een HOV lijnennet en de aansluiting ervan op de Stadsregiorail. In de uitgangspunten voor de concessie worden zes HOV-lijnen genoemd:
- 1: Apeldoorn - Arnhem - Huissen - Bemmel - Nijmegen - Nijmegen Heyendaal - Malden (al gerealiseerd tussen Arnhem en Nijmegen Heyendaal)
- 2: Velp - Arnhem - Arnhem Zuid - Elst - Oosterhout - Lent - Nijmegen - Nijmegen Dukenburg
- 3: Westervoort - Arnhem - Wageningen (- Ede)
- 4: Elst / Nijmegen - Zevenaar
- 5: Nijmegen - Kleve
- 6: Nijmegen - Beuningen

Verder werd bekend dat alle bussen in de regio (uitgezonderd de trolleybussen) op aardgas gaan rijden. Er zijn plannen om het trolleynetwerk uit te breiden naar de wijken de Laar Oost en Vredenburg in Arnhem Zuid en naar het Openluchtmuseum in het noorden van Arnhem.

## Lijndiensten
| Lijn                            | Route                                                            | Via | Opmerkingen |
| HOV-lijnen Arnhem-Nijmegen      | HOV-lijnen Arnhem-Nijmegen                                       | HOV-lijnen Arnhem-Nijmegen | HOV-lijnen Arnhem-Nijmegen |
| ------------------------------- | ---------------------------------------------------------------- | --- | --- |
| 31                              | Nijmegen, Weezenhof - Arnhem, IJsseloord II/Brekelenkampstraat   | Brabantse Poort, Neerboscheweg, Nijmegen CS, Nijmegen Centrum, Lent, Oosterhout, Elst, Winkelcentrum Kronenburg, GelreDome, Arnhem CS en Presikhaaf | Rijdt tot HOV-lijn 331 gereed is (december 2013). Rijdt om en om naar IJsseloord II en Brekelenkampstraat.                                |
| Trollybus Arnhem                |                                                                  | | |
| 1                               | Oosterbeek, Station - Velp                                       | Mariëndaal, Academie voor beeldende kunsten, Centraal Station, Centrum, Station Velperpoort en Plattenburg                                          | |
| 2                               | Centraal Station - Hoogkamp                                      | Centrum, Burgemeesterswijk | |
| 3                               | Openluchtmuseum - Burgers' Zoo - Het Duifje                      | Ziekenhuis Rijnstate, Centraal Station, Centrum, Malburgen Oost                                                                                     | Er wordt in één richting gereden (met de klok mee), Langs Burgers' Zoo en Openluchtmuseum                                                 |
| 5                               | Schuytgraaf - Presikhaaf                                         | Station Zuid, Elderveld, Nelson Mandelabrug, Centraal Station, Centrum, 't Broek en Winkelcentrum Presikhaaf                                        | |
| 6                               | De Laar West - Elsweide/HAN                                      | Elderveld, Nelson Mandelabrug, Centraal Station, Centrum, 't Broek en Winkelcentrum Presikhaaf                                                      | |
| 7                               | Geitenkamp - Rijkerswoerd                                        | Monnikenhuizen, Angerenstein, Station Velperpoort, Centrum, Centraal Station, Nelson Mandelabrug, GelreDome en Winkelcentrum Kronenburg             | |
| Stadsdienst Arnhem              |                                                                  | | |
| 4                               | Centraal Station - Kronenburg                                    | Malburgen-West, De Koppel | |
| 6?                              | Centraal Station - Heteren                                       | Centrum, De Koppel, Kronenburg, De Laar, Station Zuid, Schuytgraaf, Driel                                                                           | |
| 14                              | Kronenburg - Het Duifje                                          | Malburgen-Oost, Immerloo | |
| 20                              | Presikhaaf - Elderveld                                           | Winkelcentrum Presikhaaf, Station Presikhaaf, Geitenkamp, Rijnstate, Centraal Station, Centrum, Kronenburg, Rijkerswoerd, De Laar                   | |
| 21                              | Velp - Schaarsbergen                                             | Rozendaal, Centrum, Centraal Station, Het Dorp, Hoogkamp                                                                                            | |
| 44                              | Centraal Station - IJsseloord II                                 | Centrum, Station Velpervoort, Plattenburg, Station Presikhaaf, Winkelcentrum Presikhaaf                                                             | Rijdt alleen maandag t/m vrijdag overdag                                                                                                  |
| 107                             | Centraal Station - CIOS                                          | Centrum, Station Velpervoort | Rijdt in de spits 2x richting CIOS |
| Stadsdienst Nijmegen            |                                                                  | | |
| 1                               | Centraal Station Molenhoek                                       | Willemskwartier, Hazenkamp, St. Annastraat, Malden en Heumen                                                                                        | |
| 2                               | Lindenholt-West - Oosterhout Dorp                                | Leuvensbroek, Brabantse Poort, Centraal Station, Centrum, Lent en Visveld                                                                           | |
| 3                               | Centraal Station - Groesbeek                                     | Willemskwartier, Hazenkamp en Brakkenstein | |
| 4                               | Centraal Station - Aldenhof                                      | Willemskwartier, Hazenkamp en Hatert | Rijdt in Aldenhof in één richting (tegen de klok in)                                                                                      |
| 5                               | De Horst/Breedeweg - Beuningen                                   | Groesbeek, Centraal Station, Centrum, Havenstraat, Weurt                                                                                            | Rijdt om en om naar De Horst of naar Breedeweg.                                                                                           |
| 6                               | Brabantse Poort - Neerbosch-Oost                                 | Hatert, Grootstal, Radboud Ziekenhuis, Centraal Station, Centrum                                                                                    | |
| 7                               | Centraal Station - Wijchen Centrum                               | Marialaan, Energieweg, Lindenholt-Oost, Brabantse Poort, Bijsterhuizen en Wijchen Station                                                           | Maakt een lus in Wijchen Centrum, met de klok mee. Rijdt in de avonduren en in het weekend niet tussen Brabantse Poort en Wijchen Centrum |
| 8                               | Hatert - Berg en Dal                                             | CWZ, Station Goffert, Willemskwartier, Centraal Station, Centrum, Hengstdal                                                                         | |
| 9                               | Centraal Station - Grave                                         | Centrum, Station, Radboud Ziekenhuis, Hatert, Weezenhof, Overasselt, Nederasselt                                                                    | |
| 10                              | Centraal Station - Centraal Station                              | Station Heyendaal, Universiteit Oostzijde, Erasmusgebouw, Bestuursgebouw, Radboud Ziekenhuis, HAN, Station Heyendaal                                | Heyendaalshuttle |
| 11                              | Beuningen - Centraal Station                                     | Brabantse Poort, Universiteit Oostzijde, Station Heyendaal                                                                                          | Rijdt niet in de avond en op zondag, op zaterdag niet tussen Brabantse Poort en Centraal Station                                          |
| 12                              | Druten - Centraal Station                                        | A73, Lindenholt-Oost, Brabantse Poort, Stadion Goffert, Universiteit Oostzijde, Station Heyendaal                                                   | Rijdt alleen op werkdagen |
| 13                              | St Maartenskliniek - Wijchen, Randweg Noord                      | Centrum, Centraal Station, Station Heyendaal, Universiteit Oostzijde, CWZ, Brabantse Poort                                                          | Rijdt om en om via Wijchen Noord of via Wijchen Zuid                                                                                      |
| 14                              | Brakkenstein - Arnhem, Centraal Station                          | Universiteit Oostzijde, Station Heyendaal, Centraal Station, Centrum, Station Lent en Elst-West                                                     | |
| 15                              | Centraal Station - Groesbeek Zuidmolen                           | Station Heyendaal en Universiteit Oostzijde | Spitslijn |
| 16                              | Centraal Station - Berg en Dal, Wereldmuseum                     | Station Heyendaal, Universiteit Oostzijde, Heilig Landstichting en Museumpark Orientalis                                                            | |
| Streekdienst                    |                                                                  | | |
| 33                              | Arnhem, Centraal Station - Nijmegen, Centraal Station            | Huissen, Angeren, Doornenburg, Gendt, Haalderen, Bemmel, Lent                                                                                       | |
| 80                              | Millingen aan de Rijn, Grenskantoor - Nijmegen, Centraal Station | Kekerdom, Leuth, Erlecom, Ooij, Beek, Ubbergen | |
| 82                              | Millingen aan de Rijn, Grenskantoor - Nijmegen, Centraal Station | Kekerdom, Leuth, Wercheren, Beek | Sneldienst |
| 83                              | Nijmegen, Centraal Station - Venlo, Busstation                   | Malden, Mook, Milsbeek, Gennep, Heijen, Afferden, Nieuw Bergen, Well, Wellerlooi, Arcen, Lomm, Wanssum                                              | In samenwerking met Veolia uit de concessie Noord-Limburg                                                                                 |
| 85                              | Nijmegen, Centraal Station - Druten, Busstation                  | Weurt, Beuningen, Ewijk, Winssen, Deest, Afferden                                                                                                   | Is in Druten gekoppeld aan lijn 42 naar Tiel, in samenwerking met Arriva Rivierenland                                                     |
| 89                              | Druten, Busstation - Nijmegen, Centraal Station                  | A73, Energieweg en Waterkwartier | Sneldienst |
| 99                              | Nijmegen, Centraal Station - Uden, Melle                         | Alverna, Nederasselt, Grave, Velp, Reek, Zeeland | In samenwerking met Arriva uit Oost-Brabant. De ritten van Breng worden uitgevoerd door OAD.                                              |
| 125                             | Transferium Ressen - Transferium Ressen                          | Centrum | Waalsprinter, winkelpendel. Rijdt alleen op koopavonden, zaterdagen en koopzondagen                                                       |
| 300                             | Arnhem, Centraal Station - Nijmegen, Heyendaal                   | Huissen, Bemmel, Transferium Ressen, Lent, Station Nijmegen                                                                                         | RijnWaalSprinter |
| Breng Nacht Arnhem (Nachtbus)   |                                                                  | | |
| N9                              | Centraal Station - Schaarsbergen                                 | Hoogkamp, Menthenberg | Rijdt alleen op donderdagnacht |
| N30                             | Centraal Station - Nijmegen CS                                   | Huissen, Bemmel | Rijdt op donderdag- en zaterdagnacht |
| N31                             | Centraal Station - Elst (zaterdag tot Nijmegen CS                | Elst Westeraam, Station Elst en Elst West | Rijdt op donderdag- en zaterdagnacht |
| N33                             | Centraal Station - Bemmel-Zuid                                   | Angeren, Doornenburg, Gendt en Haalderen | Rijdt op donderdag- en zaterdagnacht |
| N43                             | Centraal Station - Doesburg                                      | Velp-Zuid en Dieren | Rijdt op donderdag- en zaterdagnacht |
| N52                             | Centraal Station - Wageningen                                    | Oosterbeek, Doorwerth en Renkum | Rijdt op donderdag- en zaterdagnacht |
| N53                             | Centraal Station - Zetten                                        | Matsersingel, Metamorfoseallee, Driel en Heteren | Rijdt alleen op zaterdagnacht |
| N62                             | Centraal Station - Duiven                                        | Bvd Heuvelink en Westervoort | Rijdt op donderdag- en zaterdagnacht |
| Breng Nacht Nijmegen (Nachtbus) |                                                                  | | |
| N10                             | Centraal Station - Energieweg/Industrieweg                       | Dukenburg en Lindenholt | Rijdt op donderdag-, vrijdag- en zaterdagnacht                                                                                            |
| N30                             | Centraal Station - Arnhem                                        | Bemmel en Huissen | Rijdt op vrijdag- en zaterdagnacht |
| N31                             | Centraal Station - Arnhem                                        | Oosterhout en Elst | Rijdt alleen op zaterdagnacht |
| N33                             | Centraal Station - Angeren                                       | Visveld en Gendt | Rijdt alleen op zaterdagnacht |
| N80                             | Centraal Station - Millingen                                     | Beek en Ooij | Rijdt alleen op zaterdagnacht |
| N83                             | Centraal Station - Groesbeek                                     | Malden, Molenhoek en Mook | Rijdt alleen op zaterdagnacht |
| N85                             | Centraal Station - Druten                                        | Beuningen en Ewijk | Rijdt op vrijdag- en zaterdagnacht |
| N99                             | Centraal Station - Grave                                         | Brabantse Poort en Wijchen | Rijdt op vrijdag- en zaterdagnacht |
| Breng Lokaal (Buurtbus)         |                                                                  | | |
| 524                             | Spankeren, Dorpsweg - Dieren, Cederlaan                          | Kanaaldijk, Busstation, Crematorium | Rijdt maandag t/m vrijdag overdag |
| 560                             | Herwen, Aerdtsedijk - Zevenaar, Ziekenhuis                       | Aerdt, Pannerden, Busstation, Sportcentrum | Rijdt maandag t/m vrijdag overdag |
| 561                             | Wijchen, Station - Malden, Schoolstraat                          | Alverna, Nederasselt, Overasselt, Heumen | Rijdt maandag t/m vrijdag overdag |
| 562                             | Beek, Kwartelstraat - Malden, Schoolstraat                       | Kalorama, Berg en Dal, Groesbeek (Zevenheuvelenweg, Centrum)                                                                                        | Rijdt maandag t/m vrijdag overdag |
| 563                             | Wijchen, Mozaiek - Batenburg, RK Kerk                            | Station, Leur, Hernen, Bergharen | Rijdt maandag t/m vrijdag overdag |
| 564                             | Groesbeek, Stekkenberg - Molenhoek, Station Mook Molenhoek       | Centrum, Sportpark Zuid, Gemeentehuis, Zuidmolen | Rijdt maandag t/m vrijdag overdag |
| 565                             | Beuningen, Kerk - Wijchen, Mozaiek                               | Sporthal, Elsenpas, Schoenaker, Station, De Meerval                                                                                                 | Rijdt maandag t/m vrijdag overdag |
| 566                             | Spijk - Zevenaar, Busstation                                     | Ameidsedam, Tolkamer (Postkantoor), Lobith (Molen), Elten, Babberich (Rabobank), Oud Zevenaar                                                       | Rijdt maandag t/m vrijdag overdag |
| 589                             | Doorwerth, Winkelcentrum De Weerd - Wolfheze, 't Schild          | Rolandseck, Heveadorp, Oosterbeek (Tuin de Lage Oorsprong, Gemeentehuis, Gezondheidscentrum, Station, Valkenburglaan), Station                      | Rijdt maandag t/m vrijdag overdag |
| 590                             | Doorwerth, Winkelcentrum De Weerd - Wageningen, De Tollenkamp    | Boersberg, Heelsum (Rehoboth/Kerkje, De Hucht), Renkum (Heidesteinlaan, Centrum, IJsbaan/Kortenburg), Begraafplaats, Nol in 't Bosch                | Rijdt maandag t/m vrijdag overdag |